# Gołębie (gmina)
Gołębie (od 1973 Świercze Koty) – dawna gmina wiejska istniejąca do 1954 roku w woj. warszawskim. Nazwa gminy pochodzi od wsi Gołębie, lecz siedzibą władz gminy było Klukowo.
W okresie międzywojennym gmina Gołębie należała do powiatu pułtuskiego w woj. warszawskim. Po wojnie gmina zachowała przynależność administracyjną. Według stanu z 1 lipca 1952 roku gmina składała się z 41 gromad. 
Gminę zniesiono 29 września 1954 roku wraz z reformą wprowadzającą gromady w miejsce gmin. Jednostki nie przywrócono 1 stycznia 1973 roku po reaktywowaniu gmin, utworzono natomiast jej terytorialny odpowiednik, gminę Świercze Koty (od 1986 nazwa gmina Świercze).